# San-Lorenzo
San-Lorenzo es una comuna y población de Francia, en la región de Córcega, departamento de Alta Córcega.
Su población en el censo de 1999 era de 106 habitantes.

## Demografía
| 194 | 215 | 153 | 159 | 91 | 106 |
| Para los censos de 1962 a 1999 la población legal corresponde a la población sin duplicidades (Fuente: INSEE [Consultar]) |     |     |     |    |     |

- Datos: Q549987
- Multimedia: San-Lorenzo (Haute-Corse) / Q549987

1. ↑  Worldpostalcodes.org, código postal n.º 20244.
2. ↑  INSEE, Datos de población para el año 2012 de San-Lorenzo (en francés).